# Fluchtversuch (1976)
Fluchtversuch ist ein 1975 entstandener, deutscher Spielfilm von Vojtěch Jasný mit Tomislav Savić und Hansjörg Felmy in den Hauptrollen. Die Geschichte basiert auf einer gleichnamigen Erzählung von W. J. M. Wippersberg, der mit dem Regisseur auch das Drehbuch verfasste.

## Handlung
Ivo Goran, gerade einmal zwölf Jahre alt, ist ein typisches Gastarbeiterkind der 1970er Jahre. Einst kamen seine Eltern aus Jugoslawien nach Wien, wo der Vater eine Stelle als Maurer auf einer Baustelle gefunden hatte. Auch seine Geschwister stehen auf dem Bau in der österreichischen Hauptstadt in Lohn und Brot. Doch Ivo ist hier nie heimisch geworden; entwurzelt und ständig mit Vorurteilen seiner Umwelt konfrontiert, zieht es ihn zurück nach Kroatien im damaligen Jugoslawien, wohin seine Mutter zwecks Pflege der kranken Großmutter bereits heimgereist ist. Seit ihrer Abfahrt in das Heimatdorf musste er sich allein um den Goranschen Haushalt kümmern. Die täglichen Nörgeleien und ungerechten Beschimpfungen der zeternden Nachbarn, die Streitereien mit den einheimischen Kindern – all dies fördert jeden Tag mehr ein Gefühl des Nicht-dazu-gehörens. Und so fasst Ivo eines Tages den Entschluss, auf eigene Faust in die alte Heimat aufzubrechen, ohne jemanden in der Familie davon vorab zu informieren.
Ein hilfsbereiter Lastwagenfahrer nimmt ihn an einem regnerischen Wintertag von Wien bis nach Graz, und damit beginnt eine kleine Odyssee, die zugleich hoffnungmachende wie auch schmerzvolle Erfahrungen mit sich bringt. Auf dem Grazer Hauptbahnhof entkommt der Junge nur knapp einer Polizeikontrolle; ein noch recht junges Grazer Ehepaar erbarmt sich seiner und ermöglicht dem frierenden Jungen ein Dach über dem Kopf für die kommende Nacht. Dann stößt Ivo auf Landsleute, die ihn ein Stück des Weges weiter mitnehmen. Durch sehr viel Glück entgeht er unversehrt einer Massenkarambolage und setzt seine Irrfahrt gen Süden als Anhalter auf der „Gastarbeiter-Route“ fort. Ein griechischer Trucker versteckt ihn im Laderaum seines Lastwagens bis zur österreichisch-jugoslawischen Grenze, wo Ivo der Entdeckung durch den Zoll entgehen kann. Österreichische Kinder helfen ihm schließlich beim heimlichen Passieren der Grenze. Daheim in Kroatien angekommen, erlebt Ivo eine kurze Zeit der Vertrautheit und ein wohliges Heimatgefühl im Schoße seiner Mutter, frei jedweder Beschimpfungen und Diskriminierungen. Doch eines Tages heißt es wieder: mit der Mutter zurück nach Wien. Der Fluchtversuch war nicht mehr als ein kurzer Moment des Glücks.

## Produktionsnotizen
Fluchtversuch entstand 1975 an mehreren Drehorten in Österreich und (dem damaligen) Jugoslawien (dort in Zusammenarbeit mit der Jadran-Film, Zagreb). Die deutsche Kinopremiere erfolgte am 19. November 1976, zuvor war der Film bereits im selben Jahr im Rahmen der Internationalen Filmfestspiele Berlin (Berlinale) vorgestellt worden. Die deutsche Fernsehpremiere fand am 15. Juni 1985 in der ARD statt.
Dietmar Siegert übernahm die Herstellungsleitung, Gerald Martell die Produktionsleitung. Georg von Kieseritzky zeichnete für die Ausstattung verantwortlich, Rolf Schmidt-Gentner für den Ton. Erika Thomasberger entwarf die Kostüme.

## Kritiken
Die Besprechungen dieses Films fielen überwiegend positiv aus. Nachfolgend fünf Beispiele:

„Jasny, der zuletzt Bölls „Ansichten eines Clowns“ verfilmt hat, versucht nicht ungeschickt eine Synthese von naturalistischem Gastarbeiterdrama und neoromantischem Landstraßenabenteuer, schildert präzis das Elend der ausgebeuteten Fremden, ohne auf attraktive Spannungs- und Rührungselemente zu verzichten. Zudem hatte er mit dem Engländer Walter Lassally (,Bitterer Honig', ,Alexis Sorbas') einen der besten europäischen Kameramänner zur Verfügung, dessen Blick für atmosphärische Valeurs über etliche schwache Stellen im Drehbuch hinweghilft.“

„Ivos Geschichte ist — ähnlich wie Sohrab Shahid Saless‘ „In der Fremde“ — die Geschichte einer Entfremdung. Doch anders als bei Saless, wo eine deprimierende, statische Gastarbeiterwelt gezeigt wird, ist Vojtech Jasnys „Fluchtversuch“ ein lyrisch getönter, gleichwohl sozialkritischer Film, der immerhin noch eine Bewegung beschreibt, der — bei aller Resignation — noch Auswegmöglichkeiten offenläßt. Jasny („Ansichten eines Clowns“) hat seinem Film den Untertitel „Suche nach der verlorenen Kindheit“ gegeben: eine Suche, die Walter Lassallys vorzügliche Kamera stimmungsvoll nachzeichnet.“

Im Lexikon des Internationalen Films heißt es: „Der Film versteht sich als Aufforderung zur Menschlichkeit, will die Beziehungsnöte von Gastarbeitern und Angehörigen auch jüngeren Besuchern deutlich machen und zum Abbau von Vorurteilen und Intoleranz beitragen. Das wichtige Thema wird engagiert, wenn auch inszenatorisch nicht ohne einige Längen aufbereitet, wobei der aufmerksame Blick auf die Wirklichkeit mit ansprechenden Spannungselementen verbunden wird, die auch emotional ansprechen.“

„Jasnys Film trifft sicher nicht den Geschmack des breiten Publikums: dafür ist er zu leise, zu seelenvoll. Doch wer ein Gefühl hat für die ästhetische Komposition, die langsamen, aussagestarken Einstellungen, mit denen er dem Zuschauer die Problematik nahebringt, der muß diesen Film lieben.“

„Parallelen zu Hark Bohms ,Nordsee ist Mordsee' bieten sich an. Wieder ist es ein ,jugendlicher „Underdog“', der es in seinem unwirtlichen Zuhause, das eigentlich gar keins ist, nicht mehr aushält. Und wieder ist ein wunderschön fotografierter Film in die Kinos gekommen — Chef-Kameramann Walter Lassally arbeitete schon beim „Clown“ mit Jasny zusammen. ,Fluchtversuch', das ist die ästhetisch ansprechende, leinwandgerechte Behandlung eines bei aller Sozialkritik bisweilen träumerisch-romantischen Themas.“